# Het vind
Het vind är ett studioalbum från september 1984 av den svenska popsångerskan Marie Fredriksson och hennes debutalbum som soloartist. 
Albumet ingick i en återutgivning 2002 på CD i boxen Kärlekens guld, då på skivmärket Capitol.

## Låtlista

### LP/MK
Sida A
1. Het vind (Text och musik: Ulf Lundell) - 5:34
2. Jag går min väg (Text och musik: Marie Fredriksson och Lasse Lindbom) - 3:52
3. Ännu doftar kärlek (Text: Marie Fredriksson, musik: Lasse Lindbom och Marie Fredriksson) - 3:49
4. (Du är en) Vinnare (Text och musik: Lasse Lindbom) - 3:34
5. Det blåser en vind (Text och musik: Lasse Lindbom) - 4:19

Sida B
1. Aldrig mer igen (Text och musik: Lasse Lindbom, Bengt Palmers och Magnus Lindberg) - 4:37
2. Tag detta hjärta (Text och musik: Per Gessle och Lasse Lindbom) - 4:08
3. Tusen ögon (Text och musik: Marie Fredriksson) - 3:44
4. Vidare igen (Text: Björn Holmgren, musik: Marie Fredriksson) - 3:26
5. Jag ska ge allt (Text och musik: Martin Sternhufvud) - 5:06

### CD
1. Het vind (Text och musik: Ulf Lundell) - 5:34
2. Jag går min väg (Text och musik: Marie Fredriksson och Lasse Lindbom) - 3:52
3. Ännu doftar kärlek (Text: Marie Fredriksson, musik: Lasse Lindbom och Marie Fredriksson) - 3:49
4. (Du är en) Vinnare (Text och musik: Lasse Lindbom) - 3:34
5. Det blåser en vind (Text och musik: Lasse Lindbom) - 4:19
6. Aldrig mer igen (Text och musik: Lasse Lindbom, Bengt Palmers och Magnus Lindberg) - 4:37
7. Tag detta hjärta (Text och musik: Per Gessle och Lasse Lindbom) - 4:08
8. Tusen ögon (Text och musik: Marie Fredriksson) - 3:44
9. Vidare igen (Text: Björn Holmgren, musik: Marie Fredriksson) - 3:26
10. Jag ska ge allt (Text och musik: Martin Sternhufvud) - 5:06
11. Natt efter natt (cover på låten All Through the Night (inspelad av Cyndi Lauper, text och musik av Jules Shear, svensk text av Lasse Lindbom.) [Singel B-sida, Bonusspår på CD-utgåvan 1987]
12. Rickie Lee (text och musik: Per Gessle) [Bonusspår på CD-utgåvan som ingick i samlingsboxen Kärlekens guld 2002]

## Medverkande
- Marie Fredriksson  - Sång och Synthesizer
- Pelle Andersson - Trummor
- Backa Hans Eriksson - Bas
- Hasse Olsson - Keyboards
- Pelle Sirén - Gitarr
- Nane Kvillsäter - Gitarr
- Lasse Lindbom - Percussion, Akustisk gitarr [2]

## Listplaceringar
| Lista (1984) | Topplacering |
| ------------ | ------------ |
| Sverige      | 20           |